# Taintignies
Taintignies is een dorp in de Belgische provincie Henegouwen, en een deelgemeente van de Waalse gemeente Rumes. Taintignies was een zelfstandige gemeente, tot die bij de gemeentelijke herindeling van 1977 toegevoegd werd aan de gemeente Rumes.

## Bezienswaardigheden
- De Sint-Amanduskerk (Église Saint-Amand), een neogotisch bouwwerk van 1890-1891, opgetrokken in kalksteen.
- De Protestantse kerk (Église evangelique) van 1909.
- Het Château Combrez van 1856, in neo Lodewijk XVI-stijl, te midden van een park.

## Natuur en landschap
Taintignies ligt op een hoogte van 62 meter. Naar het zuiden toe loopt de hoogte af tot 27 meter aan de Belgisch-Franse grens.

## Demografische ontwikkeling
- Bronnen:NIS, Opm:1831 tot en met 1970=volkstellingen

## Nabijgelegen kernen
Rumes, Froidmont, Guignies, Willemeau